# Chalandray
Chalandray es una comuna francesa situada en el departamento de Vienne, en la región de Nueva Aquitania.

## Demografía
| 777 | 722 | 656 | 646 | 670 | 671 | 843 |
| Para los censos de 1962 a 1999 la población legal corresponde a la población sin duplicidades (Fuente: INSEE [Consultar]) |     |     |     |     |     |     |